# Ырмак, Сади
Сади Ырмак (тур. Sadi Irmak; 15 мая 1904, Сейдишехир, ил Конья, Средиземноморский регион Османская империя — 11 ноября 1990, Стамбул, Турция) — турецкий политический, государственный и общественный деятель. Премьер-министр Турции (1974—1975). Председатель Великого Национального Собрания Турции (1981—1983). Министр труда Турции (1943—1947). Сенатор. Учёный-физиолог, врач, педагог, профессор.

## Биография
После окончания колледжа в Конье работал учителем биологии. Затем поступил на юридический факультет Стамбульского университета. В 1925 году, получив государственную стипендию, отправился в Германию, где изучал биологию и медицину. В 1929 году окончил Берлинский университет. После работал помощником врача в больницах Германия.
Был видным сторонником нацистской теории евгеники.
Вернувшись в Турцию, работал государственным врачом и преподавателем биологии. В 1932 году стал преподавателем медицинского факультета Стамбульского университета, в 1939 году был назначен профессором физиологии.
Став профессором физиологии Стамбульского университета, популяризировал теорию евгеники, широко использовал средства массовой информации. С. Ырмак никогда не скрывал своей поддержки нацистской политики стерилизации и истребления, видел в Холокосте возможность расширения радикальных мер правительства против расового смешения.
В политике — с 1943 года. Член Республиканской народной партии Турции. Был заместителем руководителя ила Конья. В правительстве Шюкрю Сараджоглу занимал пост министра труда (1943—1947).
В 1950 году вернулся к преподавательской деятельности, читал лекции в Стамбульском университете и университете Мюнхена в Германии.
С 1974 года — член Великого национального собрания Турции. Сенатор. В том же году президент Фахри Корутюрк поручил С. Ырмаку сформировать 38-е правительство Турции. Занимал пост премьер-министра Турции с 17 ноября 1974 года до 31 марта 1975 года. Ушёл в отставку из-за вотума недоверия.
После военного переворота 12 сентября 1980 года был избран в членом консультационного совета. Председатель Великого Национального Собрания Турции с 27 октября 1981 по 4 декабря 1983 года.